# Morpho menelaus
Morpho menelaus is een vlinder uit de onderfamilie Satyrinae.

## Kenmerken
De blauwe kleur van de vlinder komt niet door pigment maar door de microscopische structuur van de vleugels en is dus een structurele kleur. De kleur verandert wat met de waarnemingshoek en de intensiteit neemt sterk toe bij opvallend licht. Dit wordt iriseren genoemd. De mannetjes zijn feller van kleur dan de vrouwtjes die ook een bruine rand met witte vlekken aan de voorvleugel hebben. De onderzijde van de vleugels is bruin met verschillende 'ogen'.
De vlinder heeft een spanwijdte van tussen de 100 en 120 millimeter. 

## Verspreiding en leefgebied
Deze vlindersoort komt voor in de regenwouden van Midden- en Zuid-Amerika. De volwassen vlinders leven het grootste deel van de tijd in de onderste lagen van het bos en boven riviertjes, maar wanneer ze op zoek gaan naar een partner, komen ze ook in hogere regionen en durven ze zelfs boven de boomkruinen uit vliegen.

## De rups en zijn waardplanten
De waardplant van de rupsen is Erythroxylum pilchrum waaraan in de nachtelijke uren wordt gepeuzeld. De volwassen vlinders drinken het sap van rottend fruit.